# Diaconie (Rome)
Pour les articles homonymes, voir Diaconie (homonymie).

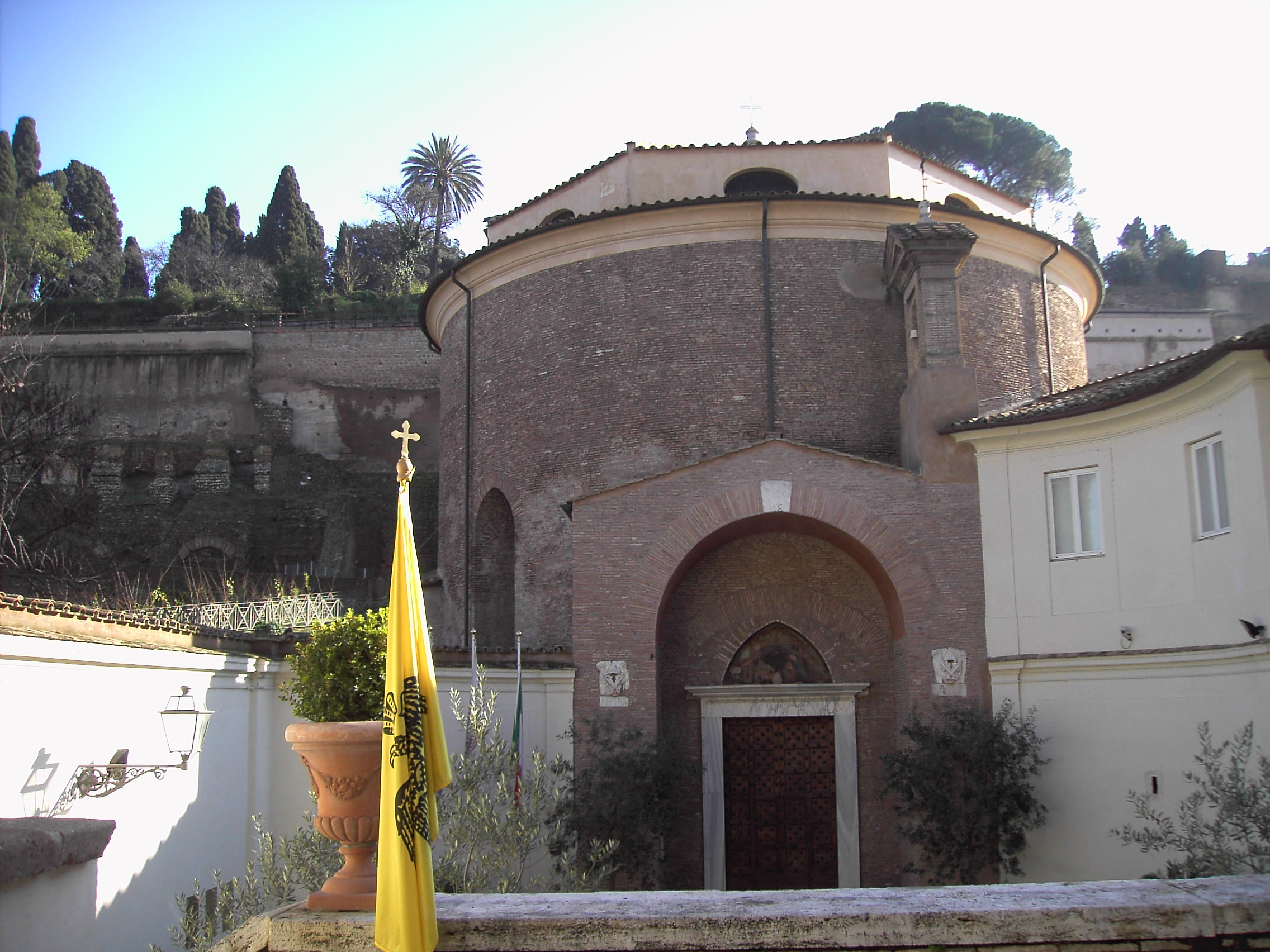
Saint-Théodore-au-Palatin

Une diaconie est le nom donné à une paroisse romaine à la tête de laquelle on trouve un cardinal-diacre, un membre de l'un des trois ordres de hauts dignitaires cardinalices de l'Église catholique romaine chargés d'assister le pape.
Elle trouve son origine dans l'Antiquité tardive, à la fois dans la fonction des diacres qui administraient les regio de la ville de Rome et dans l'institution d'assistance sociale appelée diaconia. Au nombre de sept à l'origine suivant la tradition du Liber Pontificalis, elles se sont multipliées au fil des siècles pour atteindre le nombre des soixante-neuf diaconies cardinalices en 2015.

## Origines
Ces paroisses ont une double origine, puisée d'une part dans la fonction de diacres régionnaires établis au sein de la communauté paléo-chrétienne de Rome, chargés de l'administration ecclésiastique de sept quartiers de la ville, et d'autre part dans les diaconies proprement dites, des institutions charitables destinées aux nécessiteux apparues dans la ville vers la fin du VIIe siècle. 
Suivant le Liber Pontificalis, la tradition fait remonter à l'évêque Fabien la division de Rome en sept entités dirigées par un « diacre », lui-même secondé par un sous-diacre, correspondant chacune à deux des quatorze regio de l'administration impériale romaine. Ils ne sont alors désignés que par la regio dont ils ont la charge (diaconus regionis primae, secundae...).
Des « diaconies » – sous forme de centres d'assistance confiés à des moines et connus sous le nom de monasteria diaconia - sont mentionnées en Italie pour la première fois au VIe siècle par Grégoire le Grand qui en signale à Pesaro, Naples et Ravenne, probablement importées dans la péninsule italienne par des moines orientaux dont il n'est pas impossible qu'ils visaient un rôle pastoral auprès des populations grecques émigrées. Ce type d'institutions charitables sont en effet d'abord apparues vers le IVe siècle dans la chrétienté égyptienne où elles sont liées au développement du monachisme.  

## Implantation

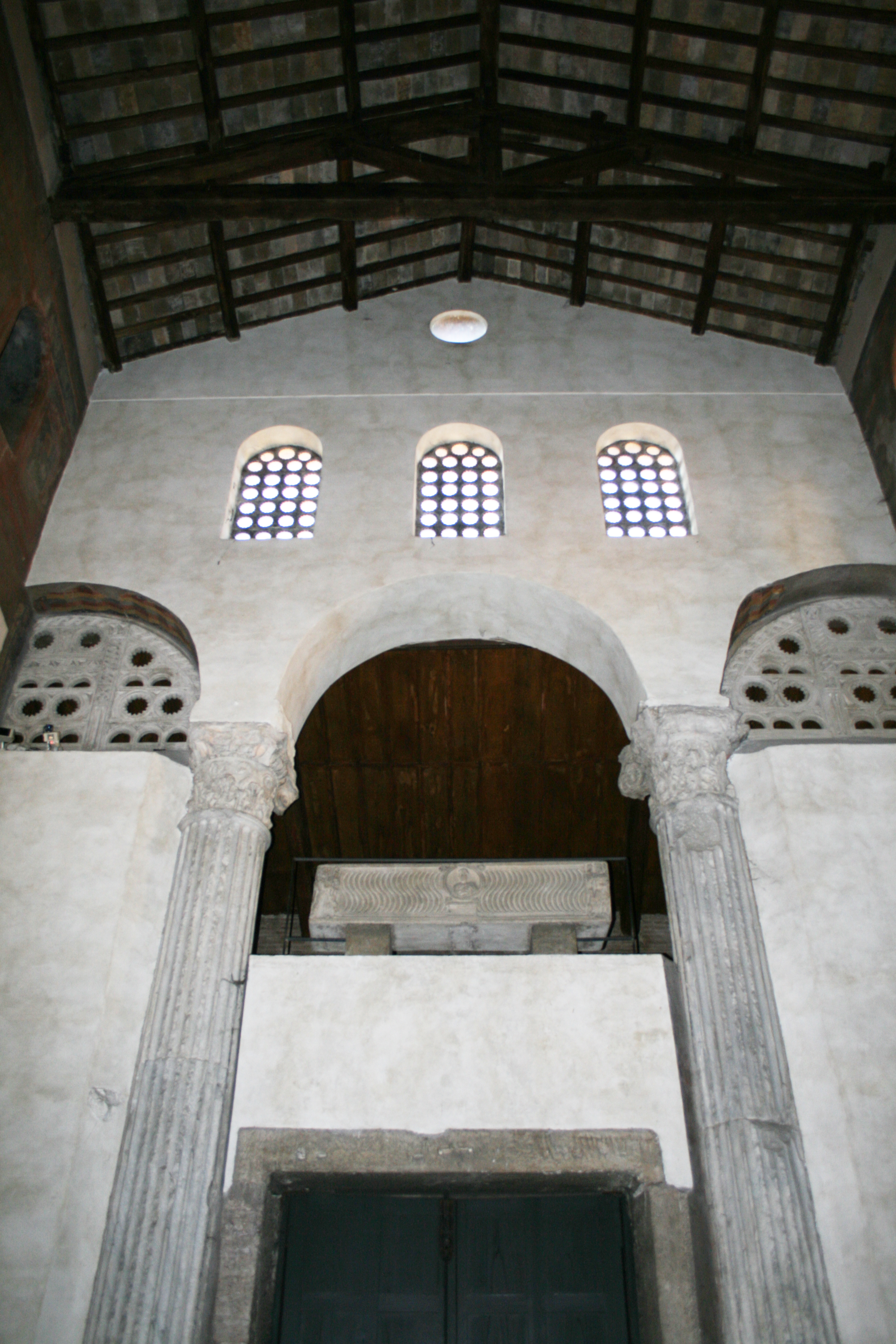
Colonnes d'une ancienne statio annonae conservées à Sainte-Marie in Cosmedin

Les premières diaconies romaines sont apparues à une date indéterminée, probablement au tournant du VIIe siècle. La plus ancienne diaconie à avoir été en fonction semble être celle de Sainte-Marie-in-Cosmedin qui pourrait remonter à la fin du VIe siècle. L'Église de Sainte-Marie-in-Cosmedin était également appelée schola Graeca : le terme schola, à entendre  ici comme « colonie », témoigne de l'importante implantation d'orientaux grecs dans ce quartier de Rome auxquels la ville doit probablement ces premières diaconies pour répondre aux carence du pouvoir civil en organisant l'alimentation des citoyens indigents, suivant la tradition orientale. Nombre d'entre elles sont d'ailleurs consacrées à des saints particulièrement vénérés dans la partie orientale de la chrétienté.
Il en va ainsi d'autres diaconies assez anciennes - Saint-Georges-en-Vélabre et  Saint-Théodore - que l'on peut dater du tout début du VIIe siècle. L'ancienneté de Saints-Serge-et-Bacchus est, elle, attestée par le Liber Pontificalis et doit peut-être remonter à la fin du VIIe siècle car le pape Adrien Ier (772-795) la fait reconstruire et agrandir.
À l'époque du pape Léon III (795-816), on dénombre 22 diaconies dont neuf sont concentrées dans le centre de la ville, entre la rive est du Tibre et le Forum, probablement pour faciliter le transport de la nourriture et son accès. Elles occupent souvent des anciens sites de l'annone, le service public chargé de distribuer le blé du temps de l'Empire : Saint-Théodore-au-Palatin établie dans l’horrea Agrippiana du Grand Forum, Sainte-Marie in Cosmedin dans la statio annonae du Forum Boarium et Sainte-Marie le long de la Via Lata. Cinq autres sont situées dans le Borgo, ce qui peut laisser penser que celles-là étaient plutôt destinées à nourrir les pèlerins.

## Fonctionnement
La diaconie est alors conçue comme un centre d'assistance sociale qui peut pourvoir à la nourriture des nécessiteux mais parfois aussi à leur gîte, leur ameublement  voire à leur attribuer un terrain ou un logement. Chaque diaconie est dirigée soit par un pater diaconiae religieux ou un dispensator laïc, choisis par l'évêque de Rome, sous la direction desquels travaillent des moines, les diaconitae, qui sont assistés de servants ou esclaves des deux sexes. Le pater ou le dispensator est chargé de l'administration et de l'entretien de la diaconie et de la gestion des bâtiments ainsi que de la rémunération des prêtres qui disent les messes dans les chapelles adjacentes ou assurent les prières aux benefactors de celles-ci. Car ces institutions dépendent en effet  largement - sinon totalement - des dons de ces « bienfaiteurs » riches et puissants qui prennent souvent la charge de dispensator et qui sont souvent de provenance orientale, à l'image d'un certain duc Eustathe, proche d'Étienne II ou encore du consul et duc Théodote, oncle du pape Adrien Ier et dispensator de plusieurs diaconies.
Ces personnages qui dirigent les institutions caritatives n'ont pas de fonctions ecclésiastiques et n'intègrent que progressivement le haut clergé romain - à partir du milieu du VIIIe voire au IXe siècle - où ils rejoignent les diacres régionnaires. Ce n'est que vers le XIIe siècle qu'une synthèse s'opère entre les deux éléments qui n'avaient jusque-là rien de commun, pour intégrer les rangs des cardinaux-diacres et progressivement amener à la situation que nous connaissons de nos jours où les diaconies romaines ont totalement perdu leur vocation initiale à laquelle s'est substituée une fonction honorifique.

## Diaconies anciennes
Voici la liste des plus anciennes diaconies, aux alentours du début du IXe siècle, dans la ville de Rome et son suburbium. Beaucoup existent encore au XXIe siècle mais plusieurs ont fusionné, sont en suspens d'affectation cardinalice ou ont simplement disparu :
- Santa Maria in Via Lata
- Santa Lucia in Silice
- Santi Silvestro e Martino ai Monti[16]
- Église Santa Maria Antiqua
- San Bonifacio
- San Giorgio in Velabro
- Sant'Eustachio
- Santa Maria in Aquiro
- Santi Sergio e Bacco
- San Teodoro
- Sant'Adriano al Foro
- Santa Maria in Cosmedin
- Sant'Angelo in Pescheria
- Santi Cosma e Damiano
- Santa Lucia in Septisolio
- Sant'Agata de caballo
- San Vito in Macello Martyrum
- Santi Nereo e Achilleo[16]
- San Silvestro in Capite
- San Bonifacio
- Santa Maria in Caput Portici[17]
- San Silvestro[17]
- Santa Maria in Adriano[17]
- San Martino